# 考門斯基 (明尼蘇達州)
考門斯基（英語：Komensky）是位於美國明尼蘇達州麥克萊德縣哈欽森鎮區的一個非建制地區。

## 地理
考門斯基所處的海拔為高於海平面323米（即1060英呎），而該地所採用的時區為UTC-6，即北美中部時區（CST）。同時該地設有夏令時間，為UTC-6調快一小時，即UTC-5（CDT）。